# Egolia

Egolia (лат.) — род мелких жуков из семейства темнотелки (Trogossitidae).

## Распространение
Австралия (Тасмания), ?Таити.

## Описание
Среднего размера жуки-темнотелки буроватого землистого цвета, длина около 9 мм. Форма тела вытянутая. Усики 10-и члениковые. Жвалы с 2 апикальными зубцами. Фронтоклипеальный шов отсутствует. Тело покрыто ямками, бороздками и волосками. Переднеспинка сбоков с микрозазубринами. Предположительно хищники.

## Систематика
Род был впервые выделен в 1842 году немецким энтомологом Вильгельмом Фердинандом Эрихсоном (Wilhelm Ferdinand Erichson, 1809—1848). Валидный статус подтверждён в ходе ревизии семейства темнотелок, проведённой в 2013 году чешским колеоптерологом Иржи Колибачем (Jiří Kolibáč ; Moravian Museum, Department of Entomology, Брно, Чехия), род включён в трибу Egoliini (вместе с Acalanthis, Calanthosoma, Necrobiopsis и Paracalanthis) в составе подсемейства Trogossitinae.
- Egolia variegata Erichson, 1842typus